# فرانز زيريس
فرانز زافير زيريس (13 أغسطس 1905 - 24 مايو 1945) قائد معسكر اعتقال ماوتهاوزن من عام 1939 حتى تم تحرير المعسكر من قبل القوات الأمريكية في عام 1945.

## حياته
ولد زيريس في 13 أغسطس 1904 في ميونيخ، مملكة بافاريا، الإمبراطورية الألمانية (الآن في بافاريا، ألمانيا )، حيث قضى 8 سنوات في المدرسة الابتدائية.

## قائد المعسكر

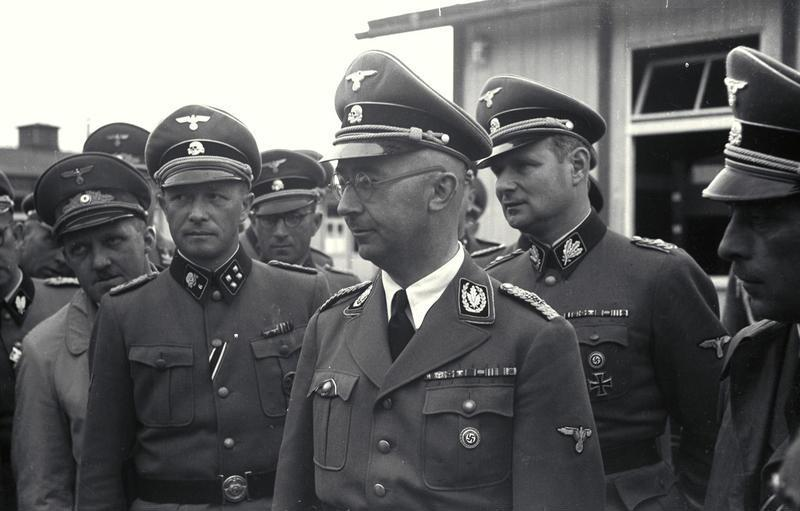
زيريس (يسار) مع هيملر (أمام) وكارل وولف (يمين) في ماوتهاوزن عام 1941

استبدال زيريس ألبرت ساور كقائد معسكر اعتقال ماوتهاوزن في 9 فبراير 1939 بأمر من ثيودور إيك، مفتش المخيمات. في 25 أغسطس 1939، تلقى زيريس ترقية إلى رتبة قائد وحدة الاعتداء، وفي 20 أبريل 1944 حصل على ترقيته النهائية إلى شتاندارتن فوهرر.

## رحلة ما بعد الحرب والموت
هرب زيريس مع زوجته في 3 مايو 1945. حاول الاختباء في نزل الصيد الخاص به على جبل Pyhrn في النمسا العليا. تم اكتشافه والقبض عليه في 23 مايو 1945، من قبل وحدة الجيش الأمريكي. أصيب برصاصة في بطنه ثلاث مرات أثناء محاولته الفرار ونقل إلى مستشفى عسكري أمريكي أقيم في معسكر اعتقال جوسين الأول حيث توفي بعد وقت قصير من استجوابه من قبل سجين سابق في ماوتهاوزن، هانز مارساليك. تم تعليق جثته في وقت لاحق على سياج جوسين الأول من قبل السجناء السابقين في جوسين.